# آرا ساقاتلیان
آرا کارلنی ساقاتلیان (ارمنی: Արա Կառլենի Սաղաթելյան؛ زادهٔ ۲۱ اوت ۱۹۷۰) سیاستمدار و فعال اجتماعی اهل ارمنستان است.

## زندگی‌نامه
وی در ۲۱ اوت ۱۹۷۰ در ایروان به دنیا آمد و از دانشگاه دولتی ایروان فارغ‌التحصیل گشت. وی برنده جوایزی همچون مدال موسس خورناتسی () است.

## یادداشت
1. ↑  ՀՀ Ազգային ժողովի աշխատակազմի ղեկավար-գլխավոր քարտուղար